# ناصرالدین چودوری
ناصرالدین چودوری (بنگالی: নাসিরউদ্দিন চৌধুরী؛ زادهٔ ۹ اکتبر ۱۹۷۹) بازیکن فوتبال اهل بنگلادش بود.
از باشگاه‌هایی که در آن بازی کرده است می‌توان به باشگاه فوتبال شیخ جمال دانموندی اشاره کرد.
وی همچنین در تیم ملی فوتبال بنگلادش بازی کرده است.